# Winslow (Maine)
Winslow é uma cidade e local designado pelo censo no Condado de Kennebec, Maine, Estados Unidos, ao longo do rio Kennebec em frente a Waterville. A população era de 7.794 pessoas no censo de 2010.

## História
Winslow era inicalmente um assentamento indígena chamado Taconock. No decorrer desta expedição, ele e 450 soldados invadiram as aldeias nativas em Penobscot (Castine, Maine) e na atual Winslow.

## Geografia
Winslow está situada no 44° 32′ 33″ N, 69° 36′ 18″ O (44.542428, − 69.605101).
De acordo com o United States Census Bureau, a cidade tem uma área total de 38.67 sq mi (100.15 km2), dos quais 36.82 sq mi (95.36 km2) é terra e 1.85 sq mi (4.79 km2) é água. Winslow está situada na junção dos rios Sebasticook e Kennebec.